# Psicologia no serviço público de saúde
A psicologia relacionada (leia-se exercida no) ao serviço público pode ser compreendida como a prática dos profissionais de psicologia nos setores públicos das distintas esferas de governo, opondo-se ao serviço prestado por profissional liberal e autônomo  e/ou contratado por empresas privadas prestadoras de serviços de saúde, assim como uma das formas de abordagem da psicologia social. Essa discussão contudo limita-se à prática da psicologia nos moldes tradicionais de atuação clínica sem considerar sua atuação nas escolas, industrias e organizações.
No Brasil segundo Camargo-Borge e Cardoso  sua importância se dá, além da atuação na àrea da psicologia comunitária - caracterizadada pelo reconhecimento da alteridade nos diferentes meios socio-econômicos - e da intervenção psicológica clínica (posto de saúde da família, Centro de Atenção Psicossocial; Centro de Referência de Assistência Social (CRAS) do SUAS etc.), também e principalmente por sua contribuição à atenção primária à saúde, que inclui o trabalho na prevenção de doenças assim como a integração dos profissionais envolvidos na equipe.
A partir da demanda desse profissional verifica-se junto às academias a necessidade de aperfeiçoamento na grade curricular. No entanto, o setor da educação não tem acompanhado esse movimento de renovação do sistema de saúde. Sordi e Bagnato (1998)  observam que, apesar da emergência de novos discursos e o delineamento de novas propostas curriculares, o que marca indelevelmente a prática na área da saúde continua sendo uma lógica tecnicista, que põe ênfase no saber e no saber-fazer em detrimento do saber-ser e do reconhecimento do saber do outro (o saber popular e tradicional e suas demandas políticas implícitas) apesar da psicologia social da saúde trazer conceitos potentes e propostas de ação que muito se aproximam dos pressupostos de trabalho da Estratégia de Saúde da Família – ESF. 
As vertentes se organizam em torno de eixos que apostam na construção do fazer conjunto, coletivo e valorizam a localidade e as interações dela decorrentes. Tendo em vista que Dimenstein (1998) afirma que os psicólogos ainda não têm uma atuação condizente com os princípios do sistema público de saúde (no Brasil o SUS) em parte por deficiência curricular e também por falta de interesse na área, o que provoca certa crise, e portanto reforça a idéia da necessidade de mudança na postura desse profissional para que a ciência psicológica seja respeitada como tal.